# René Privat
René Privat (Coux-Saint Sauver, 4 dicembre 1930 – Le Puy-en-Velay, 19 luglio 1995) è stato un ciclista su strada francese, professionista dal 1952 al 1963.

## Carriera
Vinse una Milano-Sanremo e quattro tappe al Tour de France, corsa in cui ha anche indossato la maglia gialla per quattro giorni nel 1957. Era soprannominato La Châtaigne (cioè La Castagna, e meno spesso Le Gaulois ossia Il Gallico) per il suo forte temperamento e l'aggressività sportiva durante le competizioni.
Pur se non riuscì mai a vincerli fu più volte piazzato ai Campionati francesi: secondo nel 1956, terzo nel 1959, quarto nel 1957, quinto nel 1960 e 1962, sesto nel 1955, nono nel 1954. Nel 1957, uno dei suoi anni più proficui, oltre ai già menzionati successi al Tour, bisogna anche ricordare che fu secondo alla Freccia Vallone dietro Raymond Impanis e al Critérium du Dauphiné dietro Marcel Rohrbach.

## Palmarès
- 1952

3 tappa Circuit des Six Provences
- 1953

Annemasse-Bellegarde et retour
Circuit Drome-Ardèche
Grand Prix de Rives
5ª tappa Tour du Sud-Est
- 1954

Grand Prix de la Tarentaise a Chambéry
Circuit du Mont-Blanc
2ª tappa, 1ª semitappa Critérium du Dauphiné Libéré
- 1955

Genova-Nizza
1ª tappa Critérium International
Classifica generale Critérium International
1ª tappa Critérium du Dauphiné Libéré
5ª tappa Tour de l'Ouest
2ª tappa Lyon-Montluçon-Lyon
- 1956

Circuit des Boucles de la Seine
Circuit Grand-Combien
Circuit de l'Ain - Grand Prix Minaret
Grand Prix du Pneumatique
Grand Prix de Vals les Bains
Circuit d'Aix
- 1957

Paris-Limoges
2ª tappa Tour de France
11ª tappa Tour de France
15ª tappa, 1ª semitappa Tour de France
1ª tappa Critérium du Dauphiné Libéré
- 1958

1ª tappa Tour du Var
Classifica generale Tour du Var
- 1959

Trophée Stan Ockers
Classifica generale Tour du Sud-Ouest
1ª tappa Tour du Sud-Est
Classifica generale Tour du Sud-Est
1ª tappa, 1ª semitappa Tour du Var
- 1960

Milano-Sanremo
2ª tappa Tour de France
5ª tappa Tour du Sud-Est

### Altri successi
- 1954

Criterium di Sallanches
- 1955

Classifica punti Critérium du Dauphiné
Criterium di Puy
- 1956

Circuit de la Rade de Brest (Criterium)
- 1957

3ª tappa, 1ª semitappa Tour de France (Cronosquadre)
- 1958

Criterium di Senigliac
- 1959

Criterium di Montélimar
- 1960

Ronde de Seignelay (Criterium)
Criterium di Auxerres
Criterium di Dinan

## Piazzamenti

### Grandi Giri
- Tour de France

1953: ritirato
1954: 62º
1956: 9º
1957: 31º
1958: 21º
1959: ritirato
1960: ritirato
1961: ritirato
1962:

### Classiche monumento
- Milano-Sanremo

1957: 17º
1958: 10º
1960: vincitore
1961: 42º
- Parigi-Roubaix

1956: 27º
1957: 58º
1960: 30º
- Liegi-Bastogne-Liegi

1960: 7º
- Giro di Lombardia

1955: 5º